# Folklore and Superstition
Albums de Black Stone Cherry
Black Stone Cherry
(2006) Between the Devil and the Deep Blue Sea
(2011)
Singles
1. Blind Man
Sortie : 16 juin 2008
2. Please Come In
Sortie : 14 novembre 2008
3. Things My Father Said
Sortie : 15 juin 2009
4. Soulcreek
Sortie : 4 septembre 2009

Folklore and Superstition est le deuxième album studio du groupe de hard rock américain, Black Stone Cherry. Il est sorti le 13 août  2008 sur le label Roadrunner Records et a été produit par Bob Marlette.

## Historique
Cet album fut enregistré en 2008 à Nashville dans les Studios Blackbird qui sont la propriété de la chanteuse de musique country, Martina McBride et de son mari John.
Il se classa à la 28e place du Billboard 200 aux États-Unis et à la 23e place des charts britanniques.

## Liste des titres
- Tous les titres sont signés par Black Stone Cherry, Richard Young & Bob Marlette sauf indication.

| No  | Titre                      | Auteur                                                       | Durée |
| --- | -------------------------- | ------------------------------------------------------------ | ----- |
| 1.  | Blind Man                  |                                                              | 3:40  |
| 2.  | Please Come In             |                                                              | 3:56  |
| 3.  | Reverend Wringle           |                                                              | 4:12  |
| 4.  | Soulcreek                  |                                                              | 3:37  |
| 5.  | Things My Father Said      |                                                              | 3:53  |
| 6.  | The Bitter End             |                                                              | 4:07  |
| 7.  | Long Sleeves               |                                                              | 4:17  |
| 8.  | Peace Is Free              |                                                              | 4:10  |
| 9.  | Devil's Queen              |                                                              | 4:38  |
| 10. | The Key                    |                                                              | 4:27  |
| 11. | You                        |                                                              | 4:22  |
| 12. | Sunrise                    | Black Stone Cherry, Richard Young, Bob Marlette & Fred Young | 3:48  |
| 13. | The Ghost of Floyd Collins |                                                              | 3:50  |

### Disque bonus édition limitée
| No  | Titre                              | Auteur             | Durée |
| --- | ---------------------------------- | ------------------ | ----- |
| 1.  | Yeah Man                           |                    | 2:56  |
| 2.  | Big City Lights                    |                    | 4:23  |
| 3.  | Bulldozer                          |                    | 3:54  |
| 4.  | We Are the Kings                   |                    | 3:55  |
| 5.  | Cowboys                            |                    | 3:02  |
| 6.  | Drinkin' Champagne                 |                    | 3:37  |
| 7.  | Peace Is Free (live acoustic)      |                    | 3:59  |
| 8.  | Hell or High Water (live acoustic) | Black Stone Cherry | 4:25  |
| 9.  | Lonely Train (live acoustic)       | Black Stone Cherry | 4:07  |
| 10. | Maybe Someday (live acoustic)      | Black Stone Cherry | 3:43  |

- Les titres 7, 8, 9 & 10 ont été enregistrés en public le 20 avril 2007 pour la radio anglaise, Kerrang! Radio[1].

## Musiciens
- Chris Robertson: chant, guitare lead, rythmique et slide
- Ben Wells: guitare rythmique, lead et acoustique, chœurs
- Jon Lawhon: basse, chœurs
- John Fred Young: batterie, percussions, chœurs

## Charts
Charts album
| Pays                                  | Durée du classement | Meilleur classement |
| ------------------------------------- | ------------------- | ------------------- |
| Allemagne                             | 1 semaine           | 54e                 |
| États-Unis                            | 4 semaines          | 28e                 |
| France                                | 1 semaine           | 167e                |
| Royaume-Uni (UK Albums Chart)         | 2 semaines          | 23e                 |
| Royaume-Uni (UK Rock and Metal Chart) | -                   | 1er                 |
| Suède                                 | 2 semaines          | 45e                 |
| Suisse                                | 1 semaine           | 89e                 |

Charts singles
| Année | Single         | Chart                  | Position |
| ----- | -------------- | ---------------------- | -------- |
| 2008  | Blind Man      | Mainstream Rock Tracks | 19e      |
| 2008  | Please Come In | Mainstream Rock Tracks | 24e      |

## Certifications
| Pays              | Certification |
| ----------------- | ------------- |
| Royaume-Uni (BPI) | Argent        |